# Tillgänglighet för personer med funktionsnedsättning
Tillgänglighet är ett begrepp som används för att beskriva hur personer med funktionsnedsättning på lika villkor som andra ska kunna få tillträde till fysiska verksamheter som lokaler, transporter och anläggningar. Tillgänglighet innebär också att personer oavsett funktionsnedsättning har tillgång till information, kommunikation, varor, produkter och tjänster på lika villkor som personer utan funktionsnedsättning. Bristande tillgänglighet räknas sedan 2015 som en form av diskriminering i Sverige.
För den fysiska tillgängligheten finns det krav på nybyggen både av offentliga byggnader, lokaler dit allmänheten har tillträde (exempelvis butiker och restauranger) och hyresbostäder att de ska kunna nås och användas av personer med funktionsnedsättningar.
Marschen för tillgänglighet är en organisation som verkar för att otillgänglighet ska klassas som diskriminering av personer med funktionsnedsättning.
Ett slags anpassning av utomhusmiljön för att synskadade lättare ska kunna ta sig fram är taktila ledstråk.
I mars 2023 stämde DO en kommun i Östergötland för bristande tillgänglighet för en skolelev med funktionsnedsättning. 

## Olika typer av tillgänglighet
Det finns olika aspekter av tillgänglighet, som varierar beroende på typen av funktionsnedsättning som en person kan ha. Några vanliga former av tillgänglighet är: visuell tillgänglighet (t.ex. för personer med färgblindhet), motorisk tillgänglighet (t.ex. för personer med en rörelsenedsättning eller som använder rullstol), hörseltillgänglighet (t.ex. för personer med hörselnedsättning), kognitiv tillgänglighet eller inlärningstillgänglighet (t.ex. för personer med demens eller dyslexi). Ibland inkluderas även andra former av tillgänglighet, exempelvis tillgänglighet för personer med ljuskänslig epilepsi.

## Tillgänglighet på webben
Tillgänglighet på webben betecknar hur väl en webbplats fungerar för personer med funktionsnedsättning. Exempelvis använder personer med lässvårigheter, grava synskador eller som är blinda skärmläsare (textwebbläsare med uppläsningsfunktion). För att dessa ska kunna ta del av en bild måste den ha en beskrivande text, en så kallad alt-text.
Tillgänglighet på webben standardiseras i riktlinjerna Web Content Accessibility Guidelines (WCAG), som har tagits fram av WAI (Web Accessibility Initiative) inom W3C (World Wide Web Consortium). I Sverige har WCAG först tolkats av myndigheten Verva i Vägledningen för 24-timmarswebben. Denna reglerade hur statliga myndigheter ska arbeta med tillgänglighet och fungerar också om rekommendation för hur alla offentliga webbplatser ska se ut och fungera. Vägledningen har sedan ersatts av webbriktlinjer.se (webbriktlinjer för offentliga sektorn), ursprungligen framtagna av e-delegationen. Sedan 1 januari 2019 lagstadgas dessa av Förordning (2018:1938) om tillgänglighet till digital offentlig service, som utgör den svenska implementation av webbtillgänglighetsdirektivet inom EU. Ansvarig för webbriktlinjer.se, och tillsynsmyndighet för lagen, är DIGG. Dessa svenska riktlinjer och lagar hänvisar till standarden WCAG nivå AA. 